# ماورا فورلوتی
ماورا فورلوتی (انگلیسی: Maura Furlotti؛ زادهٔ ۱۲ سپتامبر ۱۹۵۷) بازیکن فوتبال اهل ایتالیا است.
وی همچنین در تیم ملی فوتبال زنان ایتالیا بازی کرده‌است.